# Alles heeft ritme
Alles heeft ritme (ook wel Alles heeft een ritme) is een single van Frizzle Sizzle.
Het was een vastlegging van de inzending voor het Nationaal Songfestival 1986. Het lied is geschreven door Peter Schön en Rob ten Bokum. Schön was fusionmuzikant, Ten Bokkum speelde in De Bintangs, Vitesse en bij Herman Brood. De opnamen vonden plaats in de Soundpush Studio in Blaricum met Jaap Eggermont als geluidstechnicus. Frizzle Sizzle werd op het Eurovisiesongfestival 1986 dertiende in een veld van twintig deelnemers. Het orkest werd gedirigeerd door Harry van Hoof (negende keer Eurovisiesongfestival) Sandra Kim won met grote voorsprong met J'aime la vie, dat dan ook een grote Europese hit werd. De meisjes van Frizzle Sizzle baarden toen opzien door op blote voeten te zingen.
Er werd destijds een videofilmpje geschoten op het strand. De meisjes konden daarbij windsurfer Stephan van den Berg de hand schudden en op een quad rijden, vergezeld door een stripfiguur Ronald.
Frizzle Sizzle nam ook een Engelse versie op: Everything has rhythm.
De B-kant Eenmaal jong was ook geschreven door Peter Schön maar dan met medewerking van Willem Ennes. Het werd ook tijdens het Nationaal Songfestival 1986 gezongen maar viel af.

## Hitnotering
Alles heeft ritme deed het redelijk tot goed in de Nederlandse hitparades. Het bleef de grootste hit, ze hadden er een vijftal.

### Nederlandse Top 40
| Positie: | 38 | 26 | 24 | 21 | 22 | uit |

### NederlandseMega Top 50
| Positie: | 21 | 12 | 8 | 14 | 16 | 29 | 36 | uit |

1956: De vogels van Holland / Voorgoed voorbij · 1957: Net als toen · 1958: Heel de wereld · 1959: 'n Beetje · 1960: Wat een geluk · 1961: Wat een dag · 1962: Katinka · 1963: Een speeldoos · 1964: Jij bent mijn leven · 1965: 't Is genoeg · 1966: Fernando en Filippo · 1967: Ring-dinge-ding · 1968: Morgen · 1969: De troubadour · 1970: Waterman · 1971: Tijd · 1972: Als het om de liefde gaat · 1973: De oude muzikant · 1974: Ik zie een ster · 1975: Ding-a-dong · 1976: The party's over · 1977: De mallemolen · 1978: 't Is O.K. · 1979: Colorado · 1980: Amsterdam · 1981: Het is een wonder · 1982: Jij en ik · 1983: Sing me a song · 1984: Ik hou van jou · 1986: Alles heeft ritme · 1987: Rechtop in de wind · 1988: Shangri-la · 1989: Blijf zoals je bent · 1990: Ik wil alles met je delen · 1992: Wijs me de weg · 1993: Vrede · 1994: Waar is de zon · 1996: De eerste keer · 1997: Niemand heeft nog tijd · 1998: Hemel en aarde · 1999: One good reason · 2000: No goodbyes · 2001: Out on my own · 2003: One more night · 2004: Without you · 2005: My impossible dream · 2006: Amambanda · 2007: On top of the world · 2008: Your heart belongs to me · 2009: Shine · 2010: Ik ben verliefd (sha-la-lie) · 2011: Never alone · 2012: You and me · 2013: Birds · 2014: Calm after the storm · 2015: Walk along · 2016: Slow down · 2017: Lights and shadows · 2018: Outlaw in 'em · 2019: Arcade · 2020: Grow · 2021: Birth of a new age · 2022: De diepte · 2023: Burning daylight · 2024: Europapa · 2025: C'est la vie
- MusicBrainz work: a6cbdfb5-4b6b-43e6-bb98-e31c7b092ebe